# 池田インターチェンジ
池田インターチェンジ（いけだインターチェンジ）は、北海道中川郡池田町字信取にある道東自動車道のインターチェンジ 。
池田本線料金所を併設しており、上り線料金所（札幌・帯広方面）では通行券授受またはETC流入情報入力を行い、下り線料金所（釧路・北見方面）では本別ICまたは足寄ICまでの通行料を支払う。

## 歴史
- 1995年（平成7年）10月30日：道東自動車道初の供用区間として、十勝清水IC - 当IC間が開通[1]。
- 2003年（平成15年）6月8日：当IC - 本別IC/足寄IC間が開通[1][2]。
- 2009年（平成21年）
  - 3月31日：本線料金所でETCレーンの運用開始[3]。
  - 10月22日：IC料金所でETCレーンの運用開始[4]。

## 周辺
池田市街までは車で10 - 15分ほど移動する。
- 利別川

## 接続する道路
- 直接接続
  - 国道242号
- 間接接続
  - 北海道道31号音更池田線

## 料金所

### IC料金所
ICの料金所入口は行先別に分かれており、左側が釧路・北見方面、右側が札幌・帯広方面となっている。釧路・北見方面はここで通行料金を前払い、札幌・帯広方面は通行券を受けとる。
総ブース数:4
入口
- ブース数2
  - ETC/一般（釧路・北見方面）：1
  - ETC/一般（札幌・帯広方面）：1

出口
- ブース数2
  - ETC専用：1
  - 一般：1

### 池田本線料金所

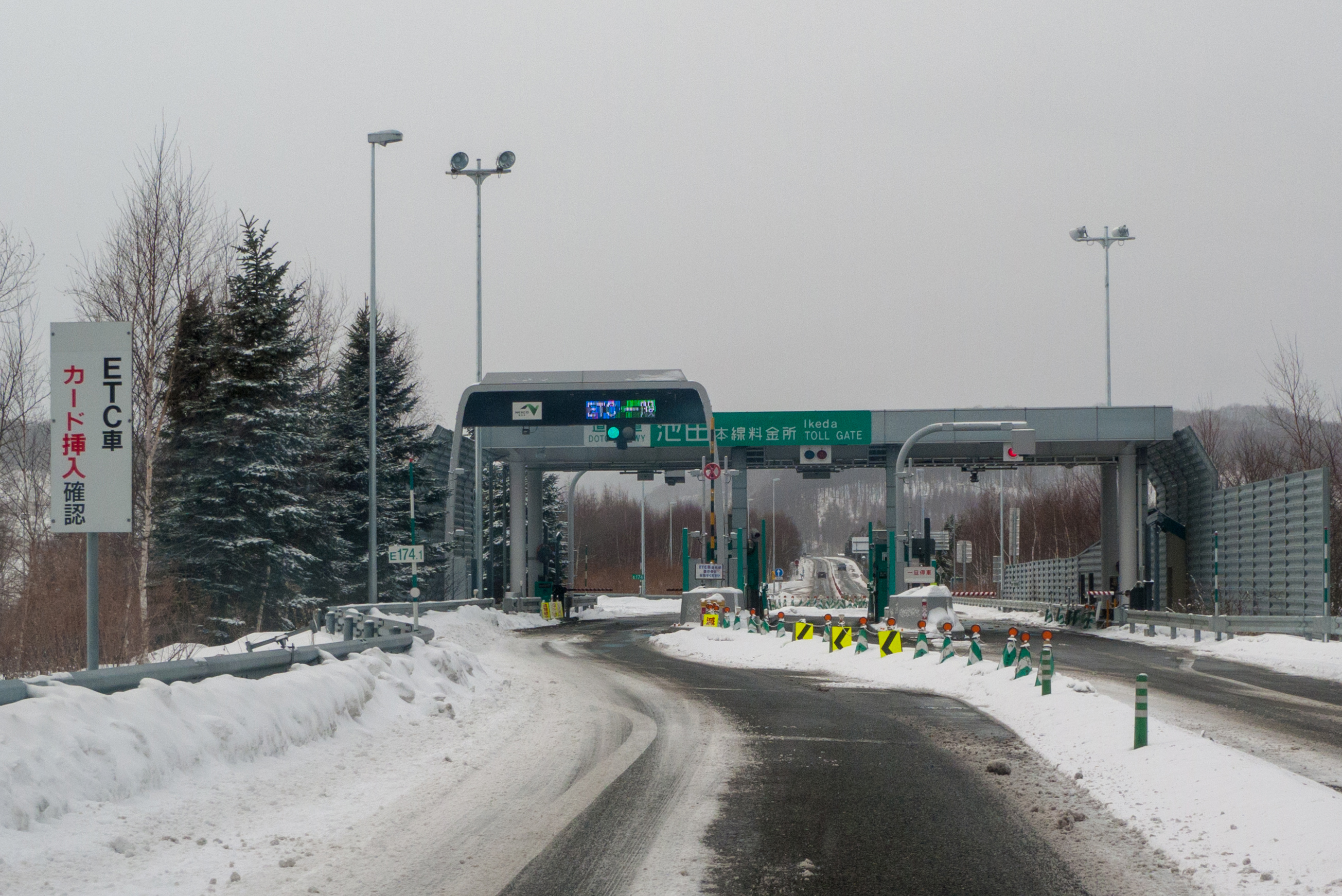
本線料金所

総ブース数：3
上り線（札幌・帯広方面）
- ブース数：1
  - ETC/一般：1

下り線（釧路・北見方面）
- ブース数：2
  - ETC専用:1
  - 一般:1

## 隣
E38 道東自動車道
(10) 音更帯広IC - 長流枝SIC（事業中） - 長流枝PA - (11) 池田IC/TB - (12) 本別JCT